# Lactarius vietus
Espèce
Synonymes
- Agaricus vietus Fr.[2]
- Lactifluus vietus (Fr.) Kuntze[2]

Lactarius vietus est une espèce de champignons de la famille des Russulaceae.